# ويليام إس. بيشوب
ويليام إس. بيشوب (بالإنجليزية: William S. Bishop)‏ هو محامي وسياسي أمريكي، ولد في 1805، وتوفي في 6 يونيو 1863 بسبب ذات الرئة. انتخب عضو جمعية ولاية نيويورك وانتخب عضو مجلس ولاية نيويورك.